# Major League Rugby
Major League Rugby (MLR) är den högsta professionella rugbyligan i USA och Kanada. Första säsongen spelades 2018.

## Mästare
| Säsong | Mästare (antal titlar)            | Tvåa                              |
| ------ | --------------------------------- | --------------------------------- |
| 2018   | Seattle Seawolves                 | Glendale Raptors                  |
| 2019   | Seattle Seawolves (2)             | San Diego Legion                  |
| 2020   | säsongen inställd p.g.a. Covid-19 | säsongen inställd p.g.a. Covid-19 |
| 2021   | LA Giltinis                       | Rugby ATL                         |
| 2022   | Rugby New York                    | Seattle Seawolves                 |

## Klubbar
Ligan bestod säsongen 2023 av 12 lag.

### Western Conference
- Chicago Hounds
- Dallas Jackals
- Houston SaberCats
- San Diego Legion
- Seattle Seawolves
- Utah Warriors

### Eastern Conference
- New England Free Jacks
- New Orleans Gold
- Old Glory DC
- Rugby New York
- Rugby ATL
- Toronto Arrows